# James Rebhorn

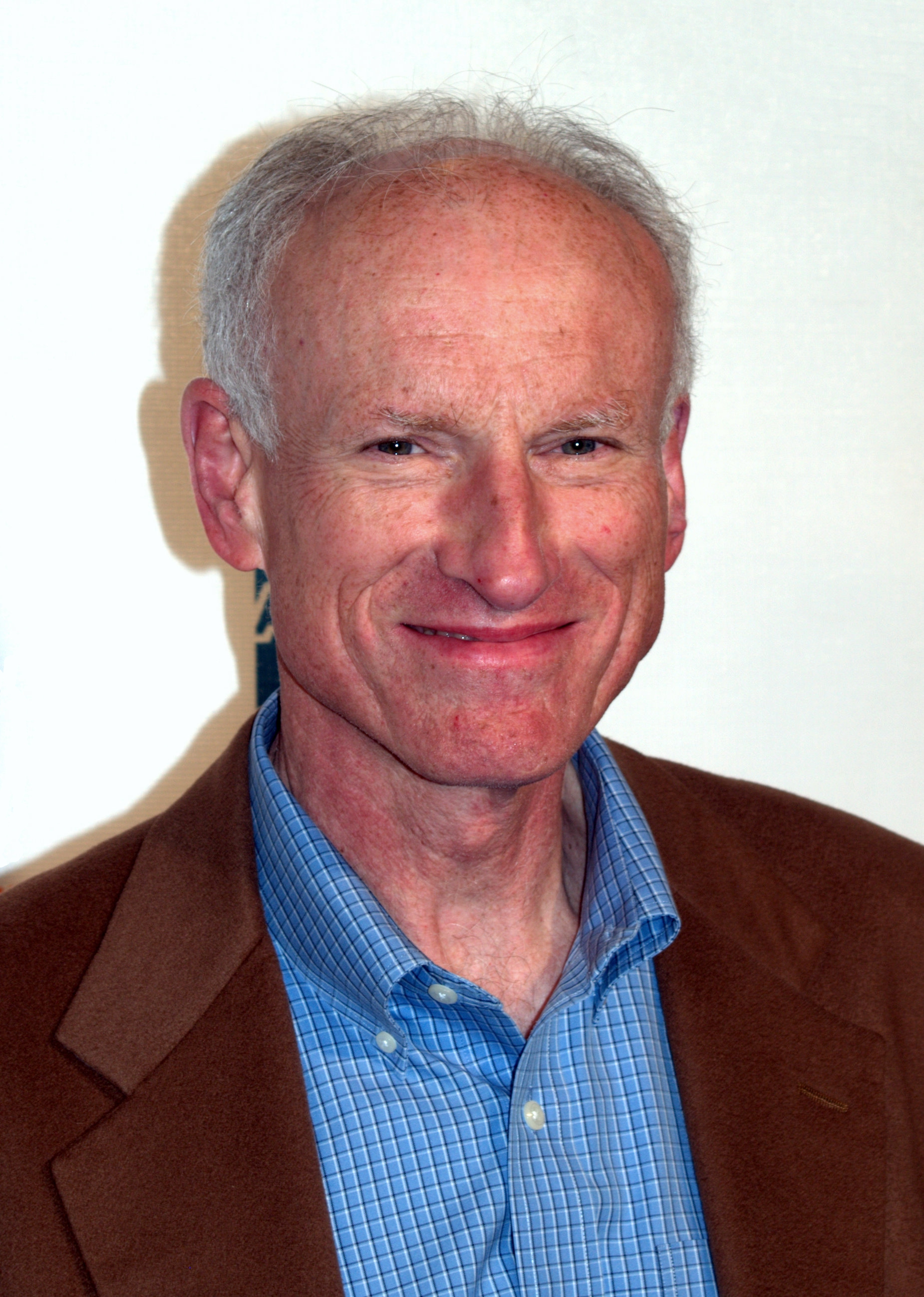
James R. Rebhorn beim Tribeca Film Festival (2009)

James Robert Rebhorn (* 1. September 1948 in Philadelphia; † 21. März 2014 in South Orange) war ein US-amerikanischer Schauspieler, der in über einhundert Fernsehserien, Filmen und Theaterstücken mitwirkte.

## Leben
James R. Rebhorn war der Sohn von Ardell Frances Rebhorn (geborene Hoch) und James Harry Rebhorn, einem Wirtschaftsingenieur und Verkäufer. Er war deutscher Abstammung und hatte eine Schwester namens Janice Barbara Galbraith.
Als er ein Kind war, zog die Familie nach Anderson im US-Bundesstaat Indiana; dort besuchte er die Madison Heights High School. Nach seiner Schulzeit studierte der gläubige Lutheraner an der Wittenberg University in Springfield Politikwissenschaften und wurde Mitglied der „Lambda Chi Alpha Nu Zeta 624“-Bruderschaft. Unter der Regie von Richard S. Huffman machte Rebhorn erste Erfahrungen mit der Schauspielerei; so spielte er die Hauptrolle in Aristophanes Lysistrata und in Molières Scapins Streiche. 
Nach seinem Abschluss mit einem Bachelor of Arts (BA) im Jahr 1970 wechselte er an die 1948 gegründete School of the Arts der Columbia University in New York City und machte dort seinen Master of Fine Arts (MFA) im Fach Schauspiel. Er war lebenslanges Mitglied in der American Civil Liberties Union (ACLU) und der AMC.
Rebhorn war mit Rebecca Fulton Linn verheiratet und hatte zwei Töchter; Emma Rebecca und Hannah Linn. 
Er verstarb am 21. März 2014 im Alter von 65 Jahren in seinem Haus in South Orange an den Folgen von schwarzem Hautkrebs, der bereits 1992 bei ihm diagnostiziert worden war. Er schrieb vor seinem Tod seinen eigenen Nachruf.

## Karriere
Nach seiner Ausbildung arbeitete er an verschiedenen Theatern. In den 1980er Jahren wirkte er u. a. in den Seifenopern Springfield Story, The Doctors und Search for Tomorrow mit.
In dem Sciencefiction-Film Independence Day spielte er den Verteidigungsminister Nimzicki und in der Highsmith-Verfilmung Der talentierte Mr. Ripley einen Unternehmer. Sein komödiantisches Talent zeigte er 2000 in der Filmkomödie Meine Braut, ihr Vater und ich neben Ben Stiller und Robert De Niro als Arzt Dr. Larry Banks.
Die letzte Folge der vierten Staffel der Fernsehserie Homeland wurde ihm gewidmet. In der Handlung wird ebenfalls eine Trauerfeier zu Ehren seiner Serienrolle abgehalten, auch wenn Rebhorn keinen Auftritt mehr in dieser Staffel hatte.

## Filmografie
Kinofilme
- 1976: The Yum-Yum Girls/Bright Lights
- 1980: Panische Angst (He Knows You’re Alone)
- 1982: Soup for One
- 1983: Silkwood
- 1985: Katzenauge (Cat’s Eye)
- 1986: Whatever It Takes
- 1988: Das Haus in der Carroll Street (The House on Carroll Street)
- 1988: Heart of Midnight – Im Herzen der Nacht (Heart of Midnight)
- 1990: Everyday Heroes (TV-Kurzfilm)
- 1990: 24 Stunden in seiner Gewalt (Desperate Hours)
- 1991: In Sachen Henry (Regarding Henry)
- 1991: Schatten und Nebel (Shadows and Fog)
- 1992: Mein Vetter Winnie (My Cousin Vinny)
- 1992: Basic Instinct
- 1992: White Sands – Der große Deal (White Sands)
- 1992: Wind
- 1992: Der Duft der Frauen (Scent of a Woman)
- 1992: Lorenzos Öl (Lorenzo’s Oil)
- 1993: Carlito’s Way
- 1993: John F. Kennedy – Wilde Jugend (J.F.K.: Reckless Youth)
- 1994: Mac Millionär – Zu clever für ’nen Blanko-Scheck (Blank Check)
- 1994: 8 Seconds – Tödlicher Ehrgeiz (8 Seconds)
- 1994: Tess und ihr Bodyguard (Guarding Tess)
- 1994: I Love Trouble – Nichts als Ärger (I Love Trouble)
- 1995: Ein amerikanischer Quilt (How to Make an American Quilt)
- 1996: White Squall – Reißende Strömung (White Squall)
- 1996: Aus nächster Nähe (Up Close & Personal)
- 1996: Wenn Lucy springt (If Lucy Fell)
- 1996: Independence Day
- 1996: Ein Präsident für alle Fälle (My Fellow Americans)
- 1997: The Game
- 1998: All of it
- 1999: Schnee, der auf Zedern fällt (Snow Falling on Cedars)
- 1999: Der talentierte Mr. Ripley (The Talented Mr. Ripley)
- 2000: Die Abenteuer von Rocky & Bullwinkle (The Adventures of Rocky & Bullwinkle)
- 2000: Meine Braut, ihr Vater und ich (Meet the Parents)
- 2001: Scotland Pa.
- 2001: Last Ball
- 2002: Vacuums
- 2002: Pluto Nash – Im Kampf gegen die Mondmafia (The Adventures of Pluto Nash)
- 2002: Dem Himmel so fern (Far from Heaven)
- 2003: The Trade
- 2003: Head of State
- 2003: Unterwegs nach Cold Mountain (Cold Mountain)
- 2004: The Last Shot – Die letzte Klappe (The Last Shot)
- 2006: Billys Wette oder Wie man gebratene Würmer isst (How to Eat Fried Worms)
- 2006: Bernard and Doris
- 2007: Anamorph – Die Kunst zu töten (Anamorph)
- 2008: Spinning Into Butter
- 2008: Baby Mama
- 2009: The Box – Du bist das Experiment (The Box)
- 2011: Real Steel
- 2013: The Perfect Wedding

Fernsehfilme
- 1982: Nixons rechte Hand – Der Fall G. Gordon Liddy (Will: The Autobiography of G. Gordon Liddy)
- 1983: Sessions
- 1984: Er ist gefeuert – Sie ist geheuert (He’s Fired, She’s Hired)
- 1986: Dirty Deal (Rockabye)
- 1986: Tödliches Geschäft (A Deadly Business)
- 1987: Jeder Mord hat seinen Preis (Kojak: The Price of Justice)
- 1989: Our Town
- 1989: Kojak: Ariana
- 1989: Kojak: Dunkle Beziehungen (Kojak: Fatal Flaw)
- 1991: Ein Meer für Sarah (Sarah, Plain and Tall)
- 1991: Der Mond über Plymouth (Plymouth)
- 1991: Die Rache der Mafia (Dead and Alive: The Race for Gus Farace)
- 1992: Blut auf seidener Haut (Deadly Matrimony)
- 1993: Sarah zwischen Land und Meer (Skylark)
- 1996: Allein gegen das Recht/Trial – Ein Bulle schlägt zurück (Mistrial)
- 1998: A Bright Shining Lie – Die Hölle Vietnams (A Bright Shining Lie)
- 2001: Oprah Winfrey Presents: Amy and Isabelle
- 2004: Scott Turow’s Reversible Errors
- 2006: Candles on Bay Street

Fernsehserien
- 1977: The Doctors
- 1981–1982: Texas (Another World: Texas)
- 1984: Springfield Story (The Guiding Light)
- 1985: ABC Weekend Specials
- 1985: Fackeln im Sturm (North and South)
- 1985: Kain und Abel (Kane & Abel)
- 1985–1986: Henderson (Search for Tomorrow)
- 1985–1986: Kate & Allie
- 1985–1987: Spenser (Spenser: For Hire)
- 1988–1991: Jung und Leidenschaftlich – Wie das Leben so spielt (As the World Turns)
- 1989: Junge Schicksale (ABC Afterschool Specials)
- 1990: Kampf gegen die Mafia (Wiseguy)
- 1992: I’ll Fly Away
- 1992–2008: Law & Order
- 1994: Pete & Pete (The Adventures of Pete & Pete)
- 1995: Die Freibeuterinnen (The Buccaneers)
- 1997: New York Undercover
- 1998: Seinfeld
- 1998: From the Earth to the Moon
- 1999–2002: Third Watch – Einsatz am Limit (Third Watch)
- 2000: Future Man (Now and Again)
- 2001: Practice – Die Anwälte (The Practice)
- 2001: UC: Undercover
- 2003: Hack
- 2006: Waterfront
- 2006: The Book of Daniel
- 2007: The Knights of Prosperity
- 2008: Comanche Moon
- 2008: Canterbury’s Law
- 2008: Boston Legal
- 2009: Royal Pains
- 2009–2013: White Collar
- 2010: Big Lake
- 2011–2013: Homeland
- 2012: Blue Bloods – Crime Scene New York (Blue Bloods)

## Nominierungen
- 1992: Soap Opera Digest Award in der Kategorie „Outstanding Supporting Actor: Daytime“ für Jung und Leidenschaftlich – Wie das Leben so spielt
- 2003: Gold Derby Award für das Ensemble von Dem Himmel so fern